# イマード・アブドゥルガフール
イマードッディーン・アブドゥルガフール（アラビア語: عماد الدين عبد الغفور、Emad Eddine Abdel-Ghaffour、1960年 - ）は、エジプトの政治家、医師。サラフィー主義者。元大統領補佐官。元ヌール党党首。通常新聞などではعماد عبد الغفور（イマード・アブドゥルガフール）と表記される。
アレクサンドリア出身。1983年アレクサンドリア大学医学部卒業。ヌール党の母体となったダアワ・サラフィー協会には1977年に参加した。
2011年の革命後に設立されたヌール党の党首に就任。2012年8月27日、大統領補佐官に任命される。同年12月にヌール党の党首を辞任、2013年1月1日新たにワタン党の設立を明らかにした。